# Премия братьев Гримм города Ханау
Премия братьев Гримм города Ханау (нем. Brüder-Grimm-Preis der Stadt Hanau) — немецкая литературная награда, которая присуждается за выдающиеся достижения в области немецкоязычной поэзии, прозы или драмы, а также перевода, лингвистики или фольклористики. Названа в честь Якоба и Вильгельма Гримма — немецкие лингвисты и исследователи немецкоязычной народной культуры. C 1983 г. премия вручается городом Ханау, родном городе братьев Гримм. До 2013 года присуждалась раз в два года, а с 2017 г. — каждые три года. Лауреаты получают денежную премию в размере 10 тыс. евро.

## Лауреаты
- 1983: Вольфганг Хильбиг, Abwesenheit и Unterm Neomond
- 1985: Вальтрауд Анна Митгуч, Die Züchtigung
- 1987: Вильгельм Барч, Übungen im Joch
- 1989: Наташа Водин, Einmal lebt ich
- 1991: Моника Марон, Stille Zeile sechs
- 1993: Харальд Вайнрих, Textgrammatik der deutschen Sprache
- 1995: Адольф Эндлер, Tarzan am Prenzlauer Berg
- 1997: Гарри Ровольт за его перевод романа Фрэнка Маккорта, Die Asche meiner Mutter
- 1999: Георг Кляйн, Libidissi
- 2001: Хайнц Чеховски, Die Zeit steht still. Ausgewählte Gedichte и Das offene Geheimnis. Liebesgedichte
- 2003: Клаус Бёльдль, Die fernen Inseln
- 2005: Фелицитас Хоппе, Verbrecher und Versager и Андреас Рейманн, Zwischen den Untergängen
- 2007: Бьорн Керн, Die Erlöser AG
- 2009: Наташа Водин, Nachtgeschwister
- 2011: Райнхард Кайзер за его перевод Гриммельсгаузена, Der abenteuerliche Simplicissimus Deutsch с немецкого языка 17-го века
- 2013: Кристоф Рансмайр, Atlas eines ängstlichen Mannes
- 2015: не присуждена
- 2017: Барбара Цоеке, Die Stunde der Spezialisten
- 2020: Валери Фрич, Herzklappen von Johnson & Johnson